# 1974年白宫直升机事件
1974年2月17日，美国陆军一等兵罗伯特·普雷斯顿开着偷来的UH-1直升機从马里兰州蒂普顿机场起飞，最终在白宫南草坪降落，这起重大安全事故史称1974年白宫直升机事件。普雷斯顿加入陆军并成为直升机飞行员，但未能完成驾驶训练课程，失去当准尉飞行員的机会。入伍后他必须服役满四年才能退役，只能在米德堡担任直升机修理工。普雷斯顿自认受不公正待遇，声称盗取直升机只为证明能胜任飞行员职位。
事发当日，正值休假的普雷斯顿午夜过后不久回到米德堡南面蒂普顿机场，这里停有三十架加好油且可以起飞的直升机。他驾驶其一起飞而且未开启防撞灯，也没按要求发出无线电呼叫，此举惊动马里兰州州警。普雷斯顿驾驶飞机朝西南方向的华盛顿哥伦比亚特区飞去，在林肯纪念堂和华盛顿纪念碑附近徘徊并飞过白宫南草坪上空。接下来他飞回米德堡，身后有两架贝尔206警用直升机和多辆警车追踪。飞入马里兰州上空后，普雷斯顿又转向飞回特区并进入白宫范围，特勤局随即开枪，他受轻伤后在南草坪降落并很快被捕。
进入军事法庭受审后，普雷斯顿同控方达成控辩交易，对非法挪用和破坏和平罪名认罪，法庭判决他入狱一年并罚款2,400美元。此时他已受到半年监禁，所以只需再服刑六个月，但刑期未满便被陆军安排退役。普雷斯顿之后迁居华盛顿州，婚后育有二女，于2009年因癌症去世。

## 背景
1953年，罗伯特·肯尼斯·普雷斯顿（Robert Kenneth Preston）在佛罗里达州巴拿马城出生。他一直向往军旅生涯，就读卢瑟福高中时就获少年后备役军官训练营录取。普雷斯顿取得单引擎固定翼飞机私人飞行员执照，并在湾岸社区学院进修航空管理课程，希望能作为直升机驾驶员奔赴越南。1972年加入美国陆军后，他在德克萨斯州沃尔特斯堡（Fort Wolters）驾驶休斯TH-55教练机受训，期望当上直升机飞机员，但最终因“仪器方面表现不足”未能通过技术培训，失去晋升准尉驾驶员的机会。美国此时正从越南撤军，合格直升机飞机员过剩，这两项客观因素也可能导致普雷斯顿不能晋升。此时他尚未服完四年兵役，所以被派到马里兰州米德堡当直升机修理工。事发时普雷斯顿是一等兵，年仅20岁，据上级军官描述，他平常表现“正常、安静”，智商高于平均水平。

## 事发经过

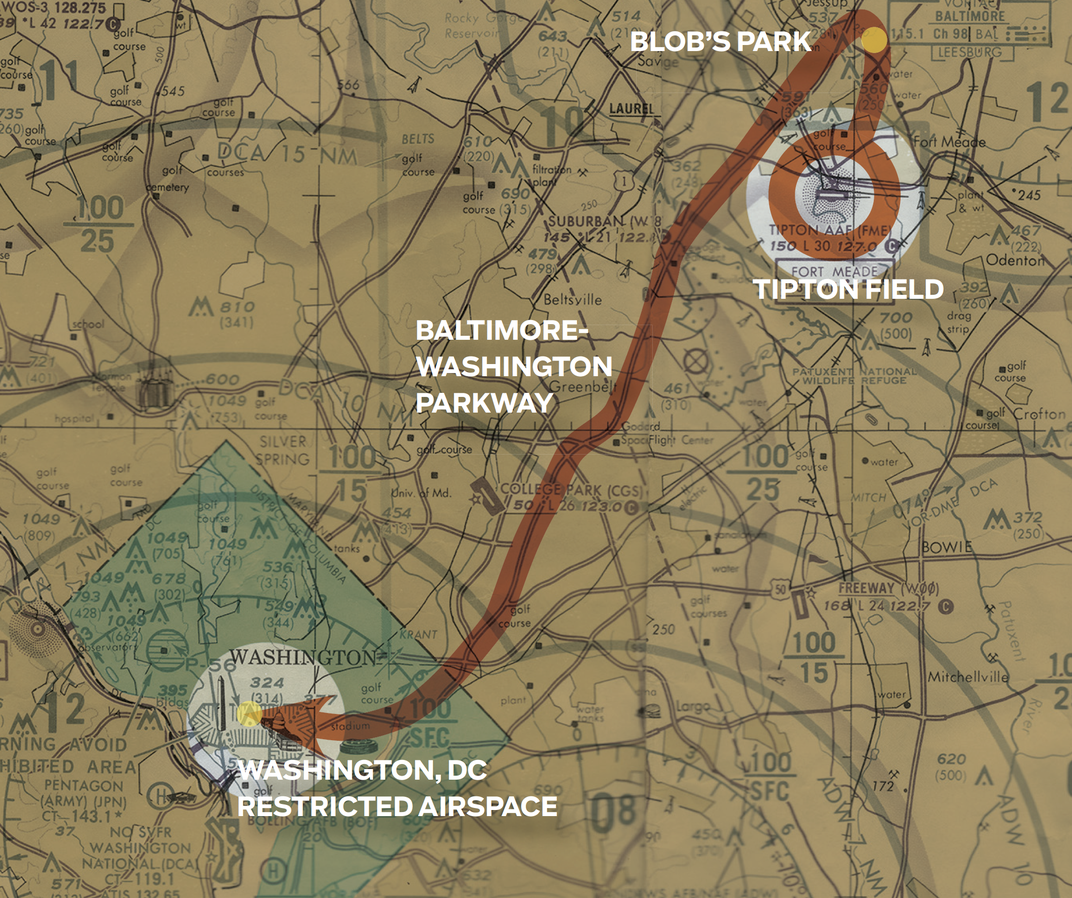
普雷斯顿从机场（右上）飞往首都（左下）的飞行路线，绿色方框内是禁飞区

1974年2月17日午夜刚过，因恋情失利且军旅生涯前景暗淡导致心情低落的普雷斯顿离开一间带有舞厅的餐馆，返回米德堡南面的蒂普顿机场（美国陆军机场），这里停有30架已加好油，随时可以起飞的UH-1直升机。据当事人事后回忆：“我想要飞起来掌握主控权”，“我热爱飞行，这能让我心里好受些。”现场没有警卫，他把车停在机场并钻进序列号62-1920的直升机，开始起飞前的各项检查。不久，他就驾驶直升机起飞，而且既未打开防撞灯，也没有发出例行无线电呼叫。机场控制塔的调度员发现直升机被盗，于是向马里兰州州警发出警报。
普雷斯顿从之前去过的餐馆上空飞过，然后在附近一处机场短暂着陆，事发后办案人员在这里找到他的帽子。接下来普雷斯顿决定沿巴尔的摩–华盛顿大道上的灯光飞行，前往西南方面约32公里外的首都华盛顿哥伦比亚特区。特区警察率先发现在美国国会大厦和林肯纪念堂之间徘徊的直升机，首都特区有严格的禁飞规定，但此时还没有配备强大火力应对违规情况，首都及周边是在九一一袭击事件后才开始配备地對空導彈。普雷斯顿在华盛顿纪念碑周围徘徊五到六分钟，直升机距地面一度只有几英尺，然后飞过国会大厦，并沿宾夕法尼亚大道飞向白宫。虽然此时美国特勤局的政策是可以向侵入领空者开火，但对具体时机语焉不详，特别是在有可能伤及旁人的情况下。普雷斯顿在白宫南草坪上徘徊，其间一度着陆，白宫行政办公室控制中心值班军官亨利·库尔巴斯基（Henry S. Kulbaski）打电话请示上级但没有接通。直升机再度起飞并离开后，库尔巴斯基指示手下特工，如果飞机再飞回来就将其击落。
凌晨0点56分，华盛顿国家机场调度员发现雷达上出现不明亮点，并在意识到这很可能就是被盗直升机后通知警方。普雷斯顿开始离开首都禁飞区，朝马里兰州境内的米德堡飞去，后面有一架马里兰州州警的贝尔47直升机追踪，但因速度太慢无法追及。不久，巴尔的摩–华盛顿国际机场探测到被盗直升机，两架马里兰州州警贝尔206直升机受命拦截。普雷斯顿转向东北，除两架直升机外还有多辆警车加入追踪。在此期间，被盗直升机从一辆警车上方仅数英寸空中飞过，警车因此撞车。在某快餐店上空短暂徘徊后，普雷斯顿又沿巴尔的摩–华盛顿大道飞回首都，打算向美国总统理查德·尼克松本人投降。面对普雷斯顿的“现代缠斗战术”（追踪直升机飞机员语），其中一架直升机被迫逃走。此时身后仅有一架直升机追踪，普雷斯顿的飞行速度不断变化，最快时达到每小时220公里，最慢时仅有每小时110公里，飞行高度最低时距路面汽车只有数英寸。

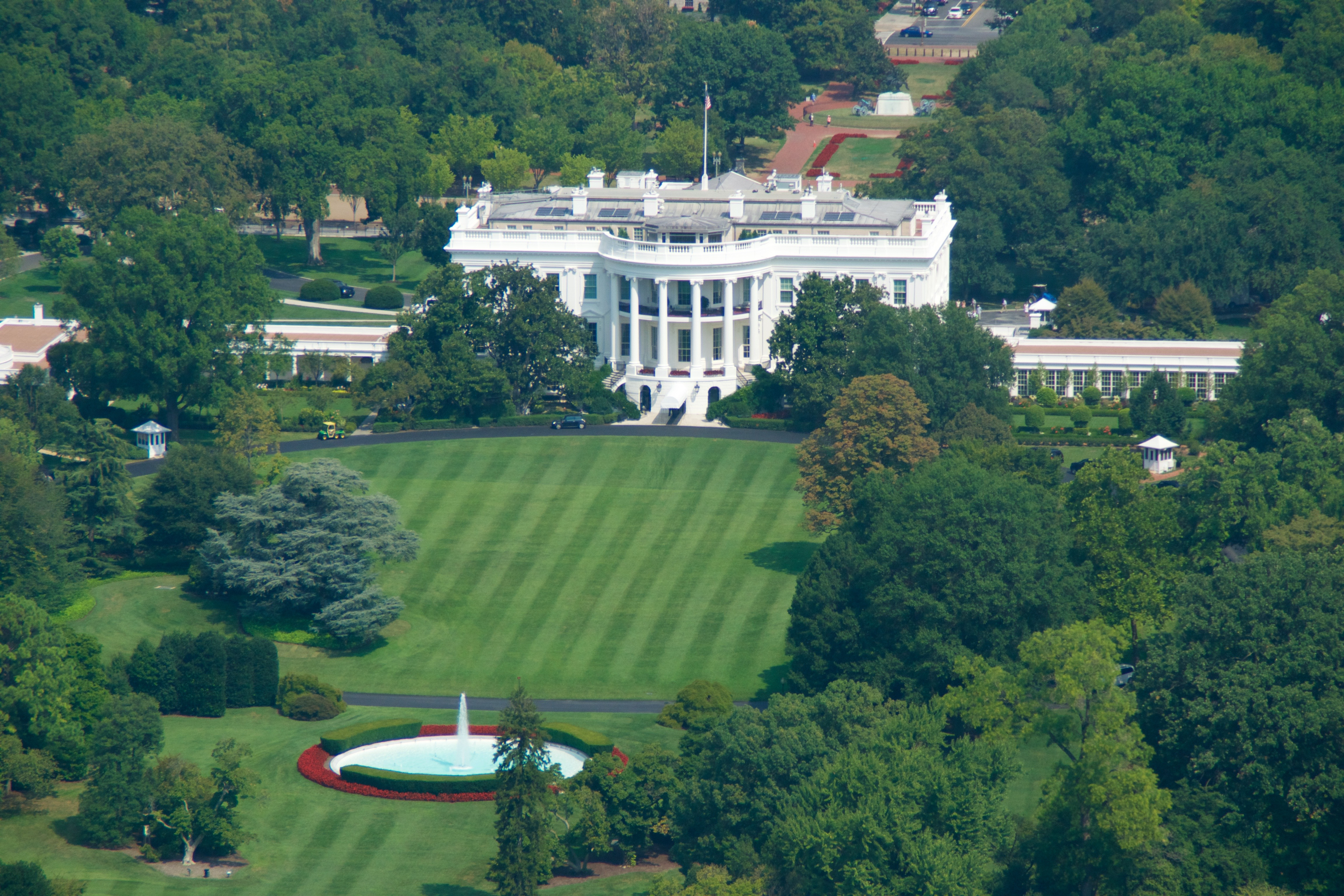
普雷斯顿最终把直升机降落在白宫南草坪（图）上

凌晨两点，被盗直升机再度飞至白宫草坪上空，螺旋桨的大风几乎把周围的钢质栅栏吹飞。据当时仍在追踪的直升机飞机员称，普雷斯顿当时的飞行高度很低，“几乎能从正门开进去”。这时被盗直升机被泛光灯照亮，特勤局特工以自动武器和散弹枪开火。普雷斯顿左脚中枪，直升机倒向一边，但他很快就控制住飞机并最终停在南草坪上，位置离白宫只有91米。
特勤局共打出约300发子弹，但仅有五发命中普雷斯顿，而且都是皮肉伤。普雷斯顿步出直升机后跑向白宫，但很快就被特工扑倒在地。之后他被戴上手铐送往沃尔特·里德陆军医疗中心诊治，据称到达时面带微笑，还会“哈哈大笑”。总统夫妇事发时都不在白宫，尼克松此时正在佛罗里达州，第一夫人帕特·尼克松则在印第安纳波利斯看望生病的女儿朱莉。

## 影响
被盗直升机事发当天成为游客关注焦点。经陆军人员评估，机上虽有大量弹孔，但依然可以飞行，当天正午前不久就当着众多大型电视台记者和摄像机的面飞走。调查人员还拍下大量照片，接下来飞机经修复继续服役，后送到宾夕法尼亚州蒙哥马利县境内的威洛格罗夫海军航空站联合储备基地（Naval Air Station Joint Reserve Base Willow Grove）展出。
事件发生五天后（7月22日），塞缪尔·拜克（Samuel Byck）携带.22口径左轮手枪和汽油弹试图劫机。拜克在行动前录制的音频中称，他打算把飞机撞向白宫，杀死尼克松总统，但在劫机过程中被警察打中后自杀。据信拜克的行动受到普雷斯顿事件影响。

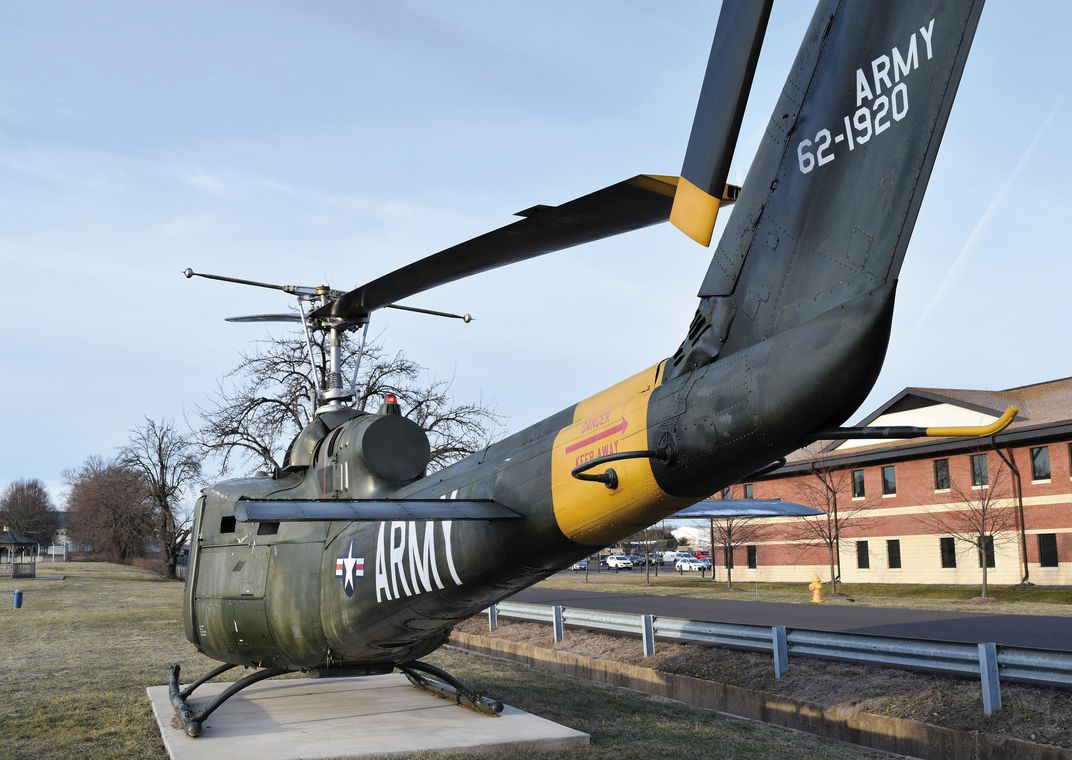
被盗直升机如今在威洛格罗夫海军航空站联合储备基地展出

普雷斯顿受到的第一起指控罪名是非法侵入白宫，属轻罪，最高刑期六个月并可处100美元罚金。经过律师安排，他同控方达成交易，只要案件交由军事法庭审理便可免受民事起诉。普雷斯顿在军事法庭上受到多项谋杀和轻罪指控，曾参与追踪的一名飞行员出庭作证时称，当时被告似乎要把飞机撞入白宫自杀，但普雷斯顿坚称他只想吸引他人关注自己遭受的不公，并且证明他能够胜任飞机员一职。最终，普雷斯顿对“非法挪用和破坏和平”罪名认罪，法庭判处他入狱一年并罚金2,400美元。法庭还裁定他受审的时间可以计入刑期，所以只需再服刑六个月。然而，普雷斯顿在位于堪萨斯州的莱利堡（Fort Riley）服刑两个月后，美国陆军就以“不适合服役”之名安排他退伍。
事件发生后，特勤局将白宫周围禁飞区范围扩大。尼克松向库尔巴斯基和当晚一直追踪在后的警用直升机上两名飞机员表示慰问，白宫在典礼活动上向三人及其他多名特工赠送总统袖扣。
普雷斯顿退役后移居华盛顿州，于1982年成婚并育有二女，2009年7月21日因癌症在埃夫拉塔去世。